# Noyes Township
Noyes Township est un township, situé au nord de la partie centrale du comté de Clinton, aux États-Unis,. En 2010, il comptait une population de 357 habitants.

## Démographie
Lors du recensement de 2010, le township comptait une population de 357 habitants. Elle est estimée, en 2016, à 356 habitants.

### Source de la traduction
- (en) Cet article est partiellement ou en totalité issu de l’article de Wikipédia en anglais intitulé « Noyes Township, Clinton County, Pennsylvania » (voir la liste des auteurs).